# Macroditassa
Macroditassa là chi thực vật có hoa trong họ Apocynaceae.